# Альмейда, Клодомиро
Клодомиро Альмейда Медина (исп. Clodomiro Almeyda Medina, 11 февраля 1923, Сантьяго, Чили — 25 августа 1997, там же) — чилийский общественно-политический и государственный деятель социалистического толка, министр иностранных дел Чили (1970—1973).

## Биография
В 1941 году вступил в Социалистическую партию Чили.
В 1948 году окончил юридический факультет университета Чили. Являлся профессором политической теории.
- 1952—1953 — министр труда.
- 1953 — министр горнодобывающей промышленности.
- 1961—1965 — депутат парламента Чили.
- 1970—1973 — министр иностранных дел.
- 1973 — министр обороны.
- 1973 — министр иностранных дел Чили в правительстве Сальвадора Альенде. Осуществил нормализацию дипломатических отношений с Кубой; установил отношения с ГДР, МНР, ДРВ, КНДР и рядом развивающихся стран (Гайана, Гана, Ливия, Нигерия и др.), активизировал участие Чили в Движении неприсоединения и Андской группе.

После государственного переворота 11 сентября 1973 года был арестован и доставлен вместе с другими 99 лидерами и руководителями левого блока «Народное единство» в концентрационный лагерь на острове Досон, где подвергался пыткам. Затем ему была предоставлена возможность покинуть страну. Он жил в Германской Демократической Республике и Мексике, где работал в качестве профессора университета и лидера политической оппозиции в изгнании.
В 1979—1989 годах — генеральный секретарь Социалистической партии Чили. В марте 1987 года предпринял попытку вернуться в страну, тайно пересёк горную границу на мулах. В соответствии с действовавшей на тот момент Конституцией, запрещавшей распространять «левые» доктрины, построенные на учении о «классовой борьбе», был арестован военными властями и с марта 1987 по октябрь 1988 года провёл в заключении, сосланный в удалённый горный посёлок и поражённый в политических правах на 10 лет. В конечном итоге, Верховный суд отменил это решение.
- 1989—1990 — председатель объединённой Социалистической партии.
- 1990—1992 — посол в СССР и Российской Федерации. В декабре 1991 года российские власти приняли решение, что находившийся в стране бывший лидер ГДР Эрих Хонеккер обязан в трёхдневный срок покинуть страну. В своё время именно он предоставил убежище многим жертвам режима Пиночета, в том числе и Альмейде. Чилийский посол принял решение защитить бывшего восточногерманского лидера стенами дипломатического представительства своей страны. Однако, в июле 1992 года Хонеккер всё же был выдворен из России в Германию.

После ухода из политической жизни до самой смерти являлся деканом факультета социологии в университете Чили.

## Награды
- Орден Дружбы народов (10 февраля 1988 года) — за заслуги в борьбе за мир, демократию и социальный прогресс, вклад в укрепление дружбы между советским и чилийским народами и в связи с шестидесятипятилетием со дня рождения[1].